# Olof August Welin
Olof August Welin, även kallad Olof A. Welin, född 6 februari 1841 i Vena församling i Kalmar län, död 2 december 1896 i Västerviks församling i Kalmar län, var en svensk resepredikant och sångtextförfattare. Han var verksam inom Östra Smålands missionsförening.
Han skrev psalmen I Jesu namn där är min frälsning (1878) och gav ut boken Guds nåd gifven i Kristus från eviga tider och uppenbarad i tiden genom vår frälsares, Jesu Kristi, uppenbarelse (1891), som getts ut i ny forkortad upplaga 1975, 1976 och 2009. Hans förkunnargärning har behandlats i två olika böcker, dels Det östra småländska lärosättet, eller den Welinska läran: En tidsbild av Arvid Moberger (1882) och dels Olof August Welin: En småländsk läsarhövding av Nils Rodén (1955). 
Han var gift med Sofia Lovisa "Louise" Berger (1856–1932). Parets barn hette Welin-Berger, ett av dem är lantbruksingenjören Henrik Welin-Berger.